# Pertti Hakanen
Pertti Arvo Konrad Hakanen, född 8 april 1969 i Tyrvis, är en finländsk politiker (Centern). Hakanen är lantbruksföretagare och tjänstgjorde som institutsofficer vid försvarsmakten 1990–2002.
Hakanen blev invald i riksdagen i riksdagsvalet 2015 med 4 709 röster från Birkalands valkrets.